# Zygmunt Popławski
Zygmunt Popławski (ur. 24 grudnia 1912 w Białej Podlaskiej, zm. 8 stycznia 2009 w Dartmouth) – podpułkownik pilot Wojska Polskiego, kawaler Virtuti Militari.

## Życiorys
Syn Wacława i Aleksandry z domu Zalewska; miał czwórkę rodzeństwa. W Białej Podlaskiej ukończył szkołę powszechną, naukę kontynuował w szkole zawodowej w Brześciu, którą ukończył w 1933 r. Jako tokarz został zatrudniony w Podlaskiej Wytwórni Samolotów. W tym okresie odbył szkolenie w zakresie pilotażu w Lublinku. W 1934 r. został powołany do odbycia służby wojskowej, trafił do 5. pułku lotniczego. Ukończył szkołę lotniczą w Sadkowie, służył w eskadrze treningowej 5. pułku lotniczego. Następnie został przydzielony do 51. eskadry liniowej.
W sierpniu 1939 r. pełnił w pułku funkcję instruktora pilotażu; po wybuchu II wojny światowej wziął udział w walkach w składzie 55. samodzielnej eskadry bombowej. Po zakończeniu walk przedostał się na teren Łotwy, gdzie został internowany. Zbiegł z obozu na początku października i przez port Lipawa przedostał się łodzią na Gotlandię. Po zatrzymaniu przez Szwedów trafił do więzienia, gdzie podjął głodówkę. Został zwolniony z więzienia i udało mu się skontaktować z ambasadą polską w Sztokholmie. Następnie przez Norwegię przedostał się do Wielkiej Brytanii.
Zgłosił się do służy w Polskich Siłach Powietrznych, otrzymał numer służbowy RAF P-1528. W Anglii odbył przeszkolenie na sprzęcie brytyjskim w bazach Eastchurch i Redhill i został przydzielony do dywizjonu 301. 23 czerwca 1941 r. był drugim pilotem Wellingtona (R1026 GR-R), który uległ katastrofie w Kirklington podczas powrotu z bombardowania Bremy. Zginęło dwóch członków załogi, Popławski z ciężkimi obrażeniami trafił do brytyjskiego szpitala, był też leczony w Polskim Szpitalu w Perth.

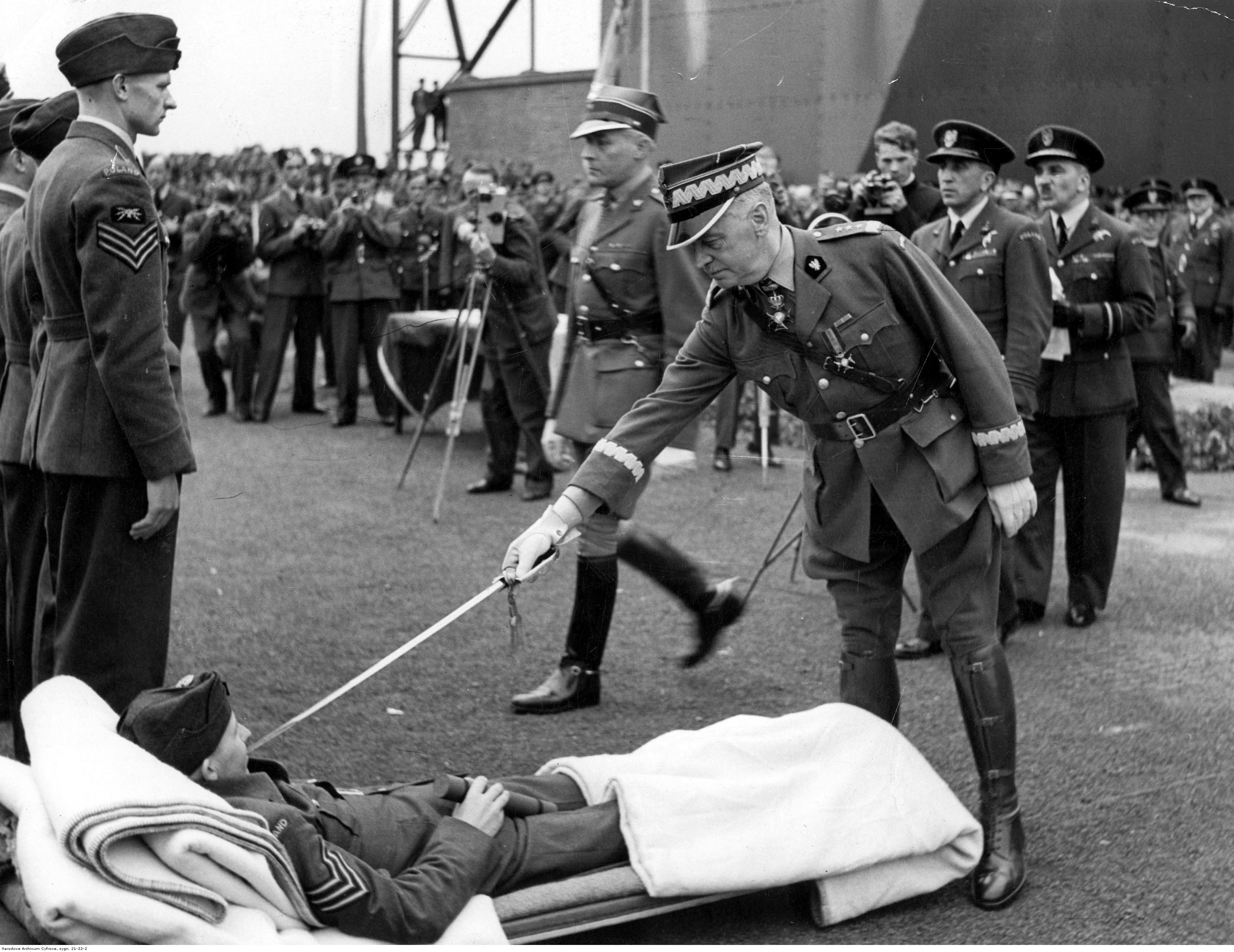
Gen. Władysław Sikorski awansuje sierż. Zygmunta Popławskiego na stopień podporucznika

Pomimo obrażeń uczestniczył 16 lipca 1941 r. w obchodach Święta Lotnictwa Polskiego, które odbywały się na stacji RAF Swinderby. Generał Władysław Sikorski promował Zygmunta Popławskiego, leżącego na noszach, na stopień podporucznika. Został też wtedy odznaczony Krzyżem Srebrnym Virtuti Militari. Powrócił do latania bojowego. W roku 1943 r. został przydzielony, w stopniu porucznika-pilota, do dywizjonu 304 na stanowisko adiutanta. W tym dywizjonie wykonał kolejne 20 lotów bojowych. Latał nad Bremę, Rostock, Hamburg, Osnabrück, Cherbourg, Brest oraz Bologne. W 1945 r. powrócił do macierzystego dywizjonu 301, następnie został przeniesiony znów do dywizjonu 304. Tam też zakończył służbę w stopniu kapitana. Po demobilizacji pozostał w Wielkiej Brytanii, w 1948 r. wyemigrował do Kanady i zamieszkał w Hamilton. W 1987 r. powrócił do Anglii, w 2003 r. przeniósł się do Dartmouth. Zmarł 8 stycznia 2009 r. w Domu Opieki św. Wincentego. Został pochowany na Mount Olivet Cemetery w Halifax.

## Życie prywatne
W 1937 r. poślubił Jadwigę z domu Linkiel, z którą miał syna Zygmunta. 28 listopada 1944 r. ożenił się z Sylvią Mitchell, z którą miał synów Mariana i Andrzeja.

## Ordery i odznaczenia
Za swą służbę otrzymał odznaczenia:
- Krzyż Srebrny Virtuti Militari nr 9105,
- Krzyż Walecznych – czterokrotnie,
- Medal Lotniczy – czterokrotnie,
- Polowa Odznaka Pilota,
- Odznaka za Rany i Kontuzje,
- Distinguished Flying Cross.